# The Way You Make Me Feel
"The Way You Make Me Feel" је песма Мајкла Џексона са албума Bad издата као сингл 1987. године. Песма је још један певачев хит, трећи по реду са овог албума. Неколико пута је извођена, а најпознатији наступ је са додела Гремија 1988. године.
Године 2001. на 30. годишњицу Џексонове соло каријере, песму су извели Џексон и Бритни Спирс. Постоји снимак тог наступа који није издат у видео верзији за телевизију, већ је замењен плесачицом која је наступала друге ноћи.
Мајкл је написао ову песму на молбу његове мајке Катерин, која је хтела песму таквог ритма.

## Позиције
| Чарт (1987/1988)     | Највиша позиција |
| -------------------- | ---------------- |
| САД                  | 1                |
| Италија              | 7                |
| Канада               | 1                |
| Уједињено Краљевство | 3                |
| Аустралија           | 5                |
| Немачка              | 2                |
| Француска            | 29               |